# Palazzo Monte dei Paschi di Siena (Grosseto)
Le Palazzo Monte dei Paschi di Siena est un bâtiment de style néo-Renaissance située dans le centre historique de la ville de Grosseto, en Toscane. Il abrite le siège de la succursale de Grosseto de la banque Monte dei Paschi di Siena.

## Histoire
Le bâtiment a été inauguré en 1912 pour abriter le siège grossetaine de l'historique banque Monte dei Paschi di Siena. Le projet a été élaboré par l'architecte siennois Vittorio Mariani.